# Hirvivuori
Hirvivuori är en kulle i Finland. Den ligger i Virmo i landskapet Egentliga Finland, i den sydvästra delen av landet, 160 km väster om huvudstaden Helsingfors. Toppen på Hirvivuori är 75 meter över havet.
Terrängen runt Hirvivuori är platt. Runt Hirvivuori är det ganska glesbefolkat, med 23 invånare per kvadratkilometer. Närmaste större samhälle är Mynämäki, 14,4 km sydväst om Hirvivuori. I omgivningarna runt Hirvivuori växer i huvudsak barrskog.